# David Zogg
David Zogg   (Azmoos, 18 de desembre de 1902 - Arosa, 26 de juliol de 1977) va ser un destacat esquiador i alpinista suís.
El 1924 va ser un dels fundadors del primer club d'hoquei sobre gel d'Arosa. El 1928 va prendre part en els Jocs Olímpics d'Hivern de Sankt Moritz, on fou setzè en la competició de la combinada nòrdica. El 1931 es proclamà campió nacional de combinada nòrdica i el 1934 de descens.
Entre 1931 i 1935 guanyà set medalles al Campionat del Món d'esquí alpí, tres d'or i quatre de plata. Va participar en diverses pel·lícules de muntanya, com ara Stürme über dem Mont Blanc (1930) i Der Weisse Rausch - neue Wunder des Schneeschuhs (1931), ambdues amb Leni Riefenstahl com a actriu principal. Posteriorment dirigí l'Escola d'Esquí d'Arosa entre 1939 i 1974.
Va ser un reconegut alpinista. El 1932 va participar en una expedició de mig any a Groenlàndia i el 1939 fou membre de la primera expedició suïssa a l'Himàlaia, on van aconseguir la primera ascensió del Dunagiri (7.066 metres) el 5 de juliol, el Ghauri Parbat (6.714 metres) el 18 d’agost, i el Rataban (6.156 metres). En intentar la primera ascensió del Chaukhamba I, de 7.138 metres d’alçada, el 10 de setembre, van ser sorpresos per una allau del qual sortiren il·lesos. Quan van tenir coneixement de l'esclat de la Segona Guerra Mundial a Europa van cancel·lar l'expedició.